# Pinhão

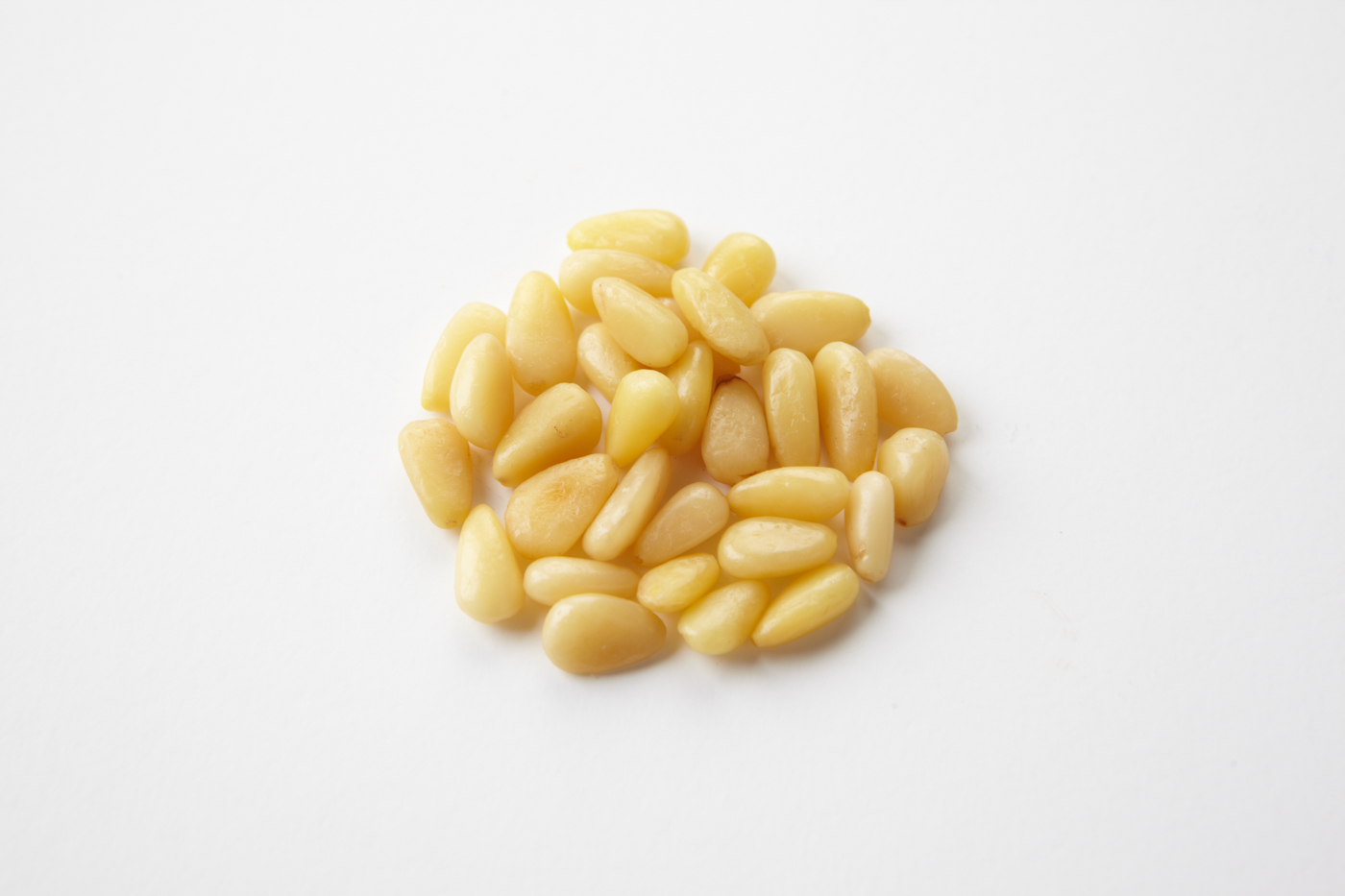
Jat (pinhão coreano, de Pinus koraiensis)

Pinhão é a designação genérica da semente de várias espécies de pinaceaes, plantas gimnospérmicas, isto é, cuja semente não se encerra num fruto. O pinhão se forma dentro de uma pinha, fechada, que com o tempo vai-se abrindo até liberar o pinhão. Nas pináceas (a exemplo do Pinus elliottii), as sementes são dotadas de uma película, como uma espécie de asa, que se descola da pinha madura e possibilita que as sementes sejam espalhadas pelo vento, iniciando-se assim o processo de crescimento de um novo pinheiro.

## Pinhão do pinheiro europeu
Os pinoli (do italiano pinolo, plural pinoli) ou, em Portugal, simplesmente pinhões, são pinhões de Pinus pinea, árvore nativa da franja mediterrânea.  Esses pequenos pinhões de formato ovalado, textura macia e coloração amanteigada são usados na culinária, especialmente do Oriente Médio—por exemplo para o recheio de quibes—e na Itália—notadamente no preparo do pesto genovês. Seu sabor assemelha-se ao da amêndoa. São comidos como snack em Portugal e em Espanha, onde também são utilizados na culinária, particularmente na doçaria. No Brasil, seu uso é difundido em áreas de colonização libanesa ou italiana. Entre os libaneses, são chamados snoubar.

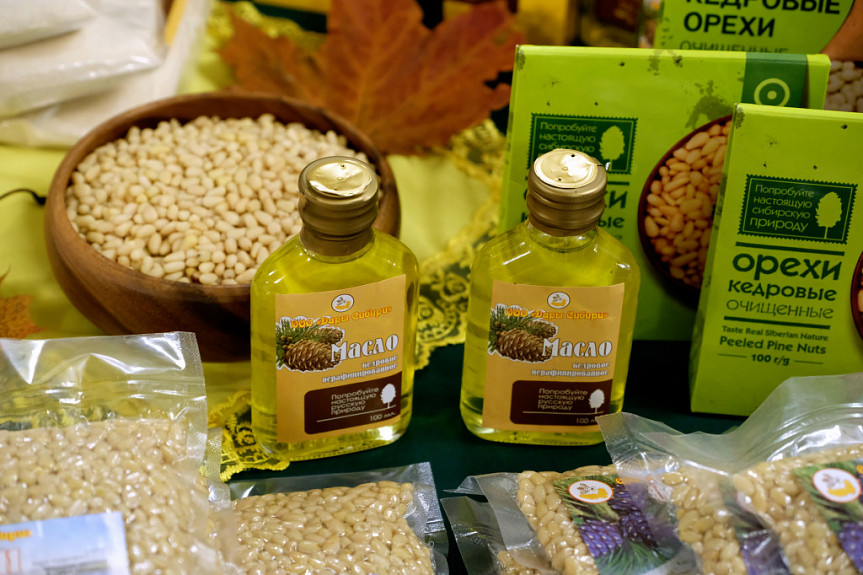
Pinhões descascados e óleo de cedro em frascos. Buriácia, Rússia

### Produção em Portugal
O pinhão foi o segundo fruto seco mais exportado, em 2013, em Portugal, a seguir à castanha.
O pinheiro manso ocupa, em Portugal, uma área total de cerca de 176 mil hectares e corresponde à espécie florestal com maior incremento na área arborizada (54%) relativamente ao inventário florestal nacional de 2005. A produção de pinhão ocupa um lugar importante na economia das regiões onde se desenvolve, pelo rendimento que traz aos proprietários florestais e à indústria de descasque do pinhão.
O Alentejo produz 67% das pinhas nacionais e 15% das pinhas mundiais, segundo dados de 2013 da União da Floresta Mediterrânica (UNAC). A capacidade produtiva da pinha é estimada num valor económico que se situa entre os 50 e 70 milhões de euros por ano.

Alcácer do Sal é o concelho líder na produção de pinhão.

## Pinhão da araucária brasileira

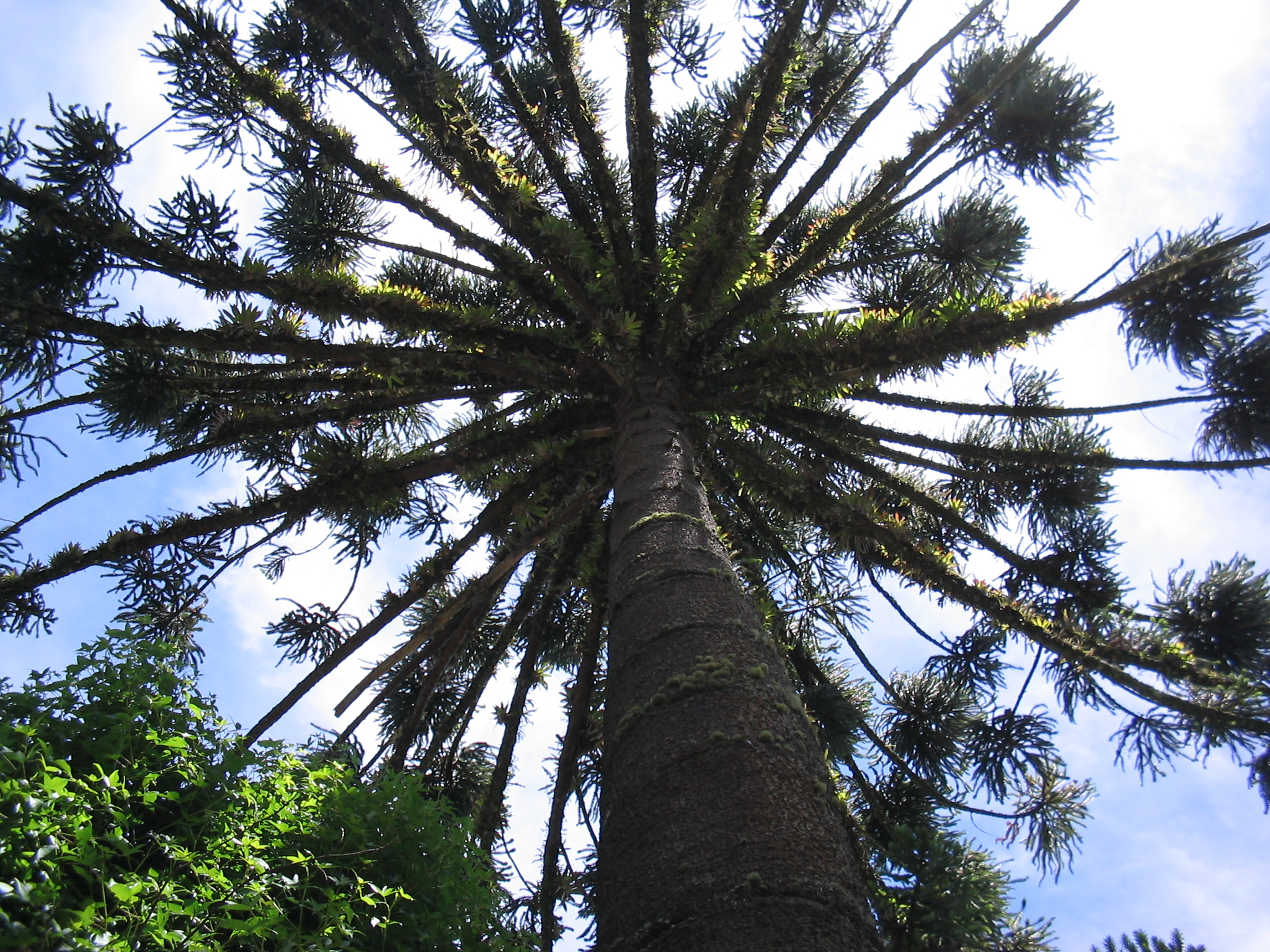
Araucária

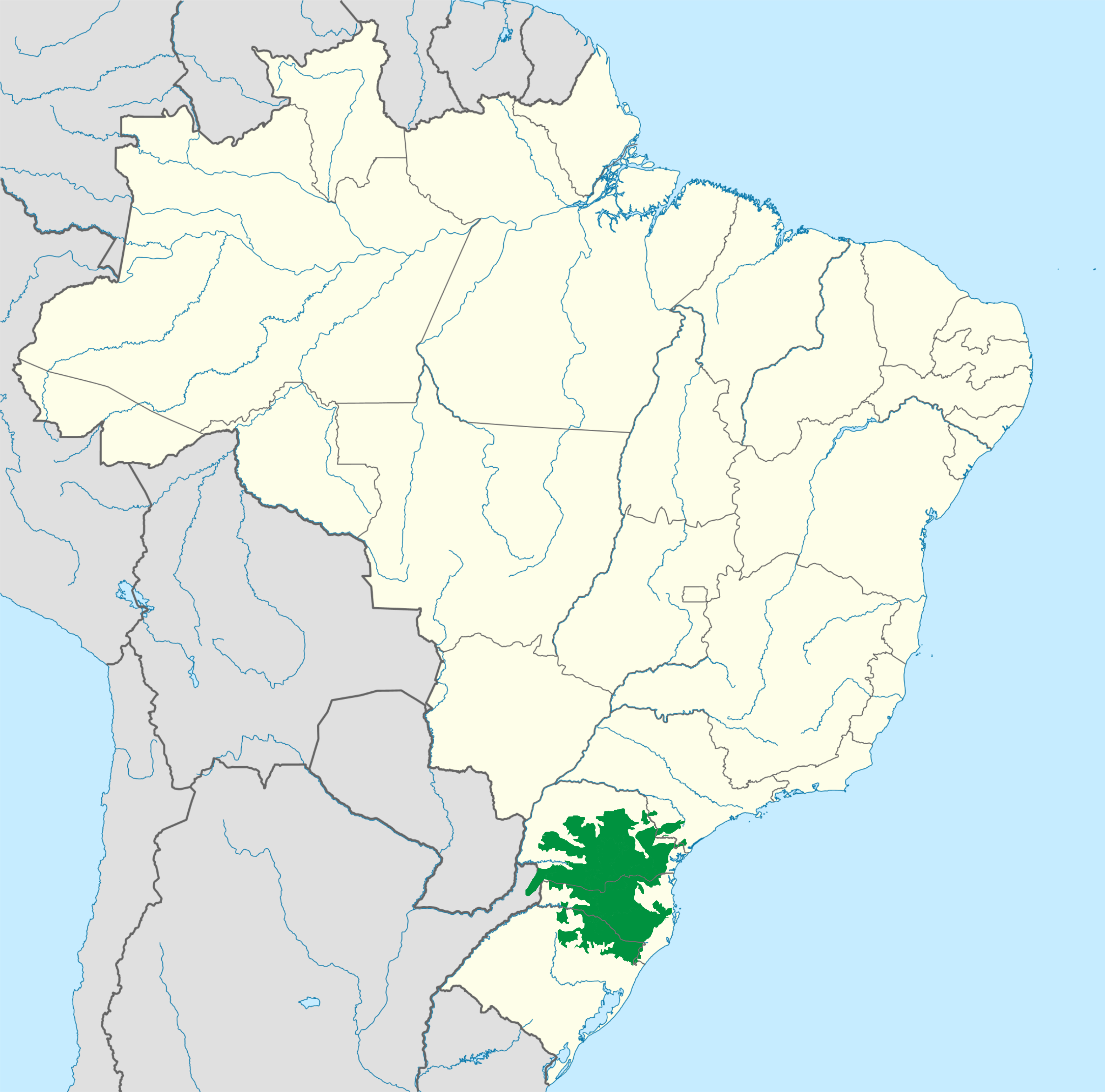
A região da floresta das araucárias

Largamente consumido na Região Sul do Brasil no outono e no inverno, o pinhão brasileiro é a semente da araucária (Araucaria angustifolia), espécie arbórea dominante da floresta ombrófila mista, que ocorre majoritariamente no Rio Grande do Sul, Santa Catarina e principalmente no estado do Paraná, podendo também ser encontrada em São Paulo, Minas Gerais, Rio de Janeiro, Argentina e no Paraguai.   
Além de servir de alimento para os humanos desde a época em que os indígenas dominavam o território brasileiro, o pinhão também é consumido por animais terrestres e pássaros. 

### Valor nutricional

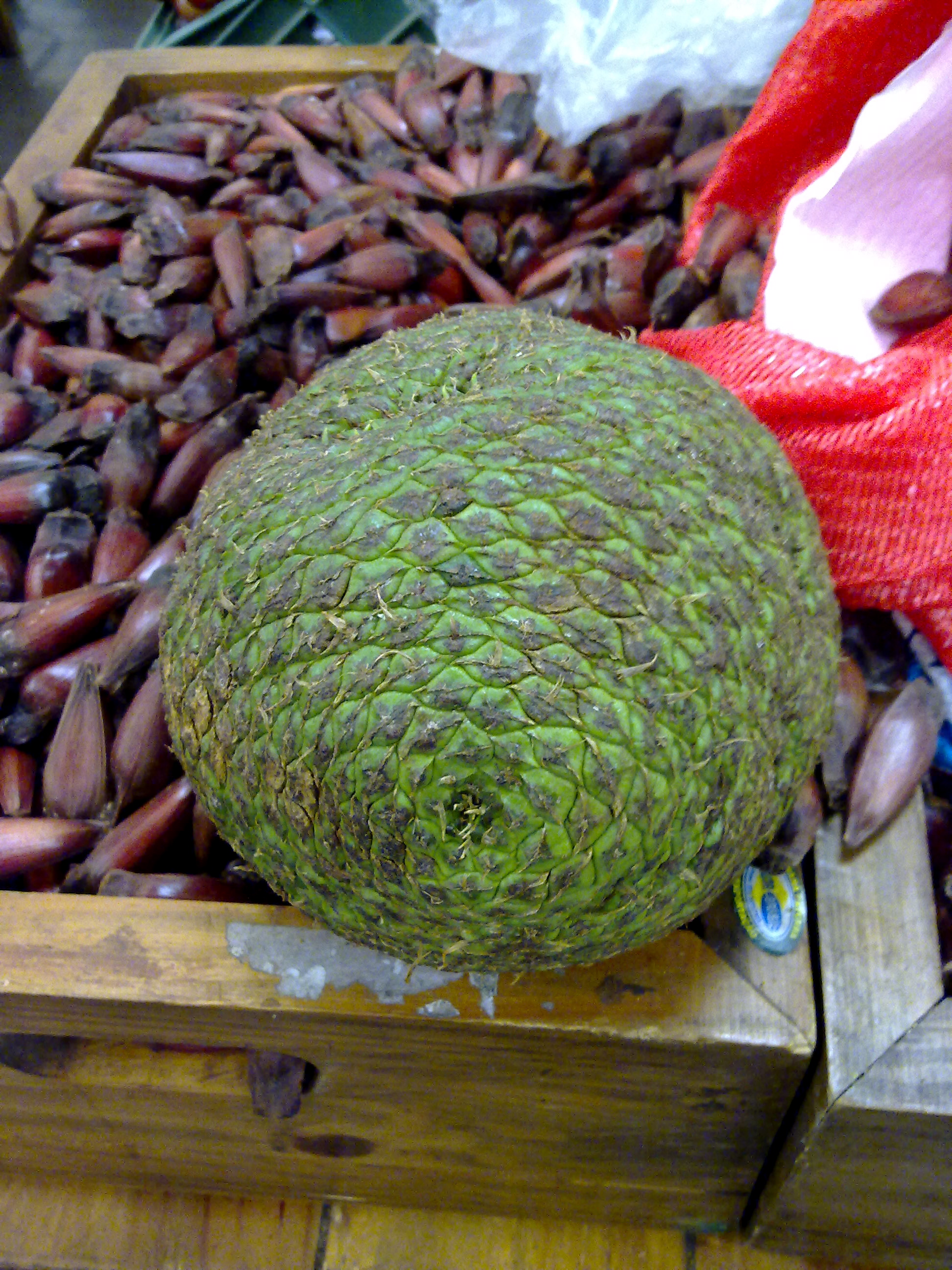
O pinhão e a pinha

Segundo a Embrapa, o pinhão brasileiro contém Ômega 6 e 9, proteína de alta qualidade e diversos sais minerais, como potássio, fósforo, magnésio, enxofre e cálcio. Além disto, não tem glúten, apresenta baixo teor de gordura e é rico em fibras alimentares.  
Por outro lado, é considerado um alimento calórico, pois cada 100gr da semente cozida fornecem de 160 a 170 calorias. 
| Tabela nutricional (100gr de pinhão cozido) |        |
| Carboidratos                                | 33,24  |
| Fibras                                      | 5,53   |
| Proteínas                                   | 3,62   |
| Potássio                                    | 500,46 |
| Fósforo                                     | 117,8  |
| Magnésio                                    | 40,7   |
| Enxofre                                     | 36,91  |
| Cálcio                                      | 29,93  |

### Dados econômicos
No Paraná, em 2022 a produção alcançou 4,1 mil toneladas e movimentou R$ 20,8 milhões de reais. Já em Santa Catarina, em 2021 foram colhidas 8 mil toneladas da semente.  

### Toxicidade
O pinhão deve ser consumido já maduro, pois as pinhas imaturas podem ter um gosto desagradável, além de dificultarem a digestão. Além disso, o pinhão imaturo é mais úmido, o que propicia a proliferação de fungos que podem ser tóxicos.  